# 이스라엘 은행
이스라엘 은행(히브리어: בנק ישראל)은 이스라엘의 중앙 은행이다. 예루살렘에 위치하고 있으며, 텔아비브에도 지점이 있다. 현재 총재는 스탠리 피셔이다.

## 같이 보기
- 이스라엘의 경제